# الطواف النسائي للاتحاد الدولي لكرة المضرب – 2015
الطواف النسائي للاتحاد الدولي لكرة المضرب – 2015 هي النسخة الخاصة بعام 2015 من الجولة الثانية في ترتيب جولات التنس الاحترافية للسيدات. ينظمها الاتحاد الدولي للتنس وتأتي في مرتبة أقل من جولة رابطة محترفات التنس. تشمل دورة الاتحاد الدولي للتنس للسيدات بطولات تتراوح جوائزها المالية بين 10,000 و100,000 دولار أمريكي.

## المواسم
| مواسم الطواف العالمي لكرة المضرب النسائية برعاية الاتحاد الدولي لكرة المضرب | مواسم الطواف العالمي لكرة المضرب النسائية برعاية الاتحاد الدولي لكرة المضرب | مواسم الطواف العالمي لكرة المضرب النسائية برعاية الاتحاد الدولي لكرة المضرب | مواسم الطواف العالمي لكرة المضرب النسائية برعاية الاتحاد الدولي لكرة المضرب | مواسم الطواف العالمي لكرة المضرب النسائية برعاية الاتحاد الدولي لكرة المضرب | مواسم الطواف العالمي لكرة المضرب النسائية برعاية الاتحاد الدولي لكرة المضرب | مواسم الطواف العالمي لكرة المضرب النسائية برعاية الاتحاد الدولي لكرة المضرب | مواسم الطواف العالمي لكرة المضرب النسائية برعاية الاتحاد الدولي لكرة المضرب | مواسم الطواف العالمي لكرة المضرب النسائية برعاية الاتحاد الدولي لكرة المضرب | مواسم الطواف العالمي لكرة المضرب النسائية برعاية الاتحاد الدولي لكرة المضرب |
| تسعينيات القرن العشرين                                                      | تسعينيات القرن العشرين                                                      | تسعينيات القرن العشرين                                                      | تسعينيات القرن العشرين                                                      | تسعينيات القرن العشرين                                                      | تسعينيات القرن العشرين                                                      | تسعينيات القرن العشرين                                                      | تسعينيات القرن العشرين                                                      | تسعينيات القرن العشرين                                                      | تسعينيات القرن العشرين                                                      |
| --------------------------------------------------------------------------- | --------------------------------------------------------------------------- | --------------------------------------------------------------------------- | --------------------------------------------------------------------------- | --------------------------------------------------------------------------- | --------------------------------------------------------------------------- | --------------------------------------------------------------------------- | --------------------------------------------------------------------------- | --------------------------------------------------------------------------- | --------------------------------------------------------------------------- |
| 1994                                                                        | 1995                                                                        | 1995                                                                        | 1996                                                                        | 1997                                                                        | 1998                                                                        | 1999                                                                        |                                                                             |                                                                             |                                                                             |
| العقد الأول من القرن 21                                                     |                                                                             |                                                                             |                                                                             |                                                                             |                                                                             |                                                                             |                                                                             |                                                                             |                                                                             |
| 2000                                                                        | 2001                                                                        | 2002                                                                        | 2003                                                                        | 2004                                                                        | 2005                                                                        | 2006                                                                        | 2007                                                                        | 2008 الربع الأول · الربع الثاني · الربع الثالث                              | 2009                                                                        |
| العقد الثاني من القرن 21                                                    |                                                                             |                                                                             |                                                                             |                                                                             |                                                                             |                                                                             |                                                                             |                                                                             |                                                                             |
| 2010 الربع الأول · الربع الثاني · الربع الثالث · الربع الرابع               | 2011 الربع الأول · الربع الثاني · الربع الثالث · الربع الرابع               | 2012 الربع الأول · الربع الثاني · الربع الثالث · الربع الرابع               | 2013 الربع الأول · الربع الثاني · الربع الثالث · الربع الرابع               | 2014 الربع الأول · الربع الثاني · الربع الثالث · الربع الرابع               | 2015 الربع الأول · الربع الثاني · الربع الثالث · الربع الرابع               | 2016 الربع الأول · الربع الثاني · الربع الثالث · الربع الرابع               | 2017 الربع الأول · الربع الثاني · الربع الثالث · الربع الرابع               | 2018 الربع الأول · الربع الثاني · الربع الثالث · الربع الرابع               | 2019 الربع الأول · الربع الثاني · الربع الثالث · الربع الرابع               |
| العقد الثالث من القرن 21                                                    |                                                                             |                                                                             |                                                                             |                                                                             |                                                                             |                                                                             |                                                                             |                                                                             |                                                                             |
| 2020 الربع الأول · الربع الثاني · الربع الثالث · الربع الرابع               | 2021 الربع الأول · الربع الثاني · الربع الثالث · الربع الرابع               | 2022 الربع الأول · الربع الثاني · الربع الثالث · الربع الرابع               | 2023 الربع الأول · الربع الثاني · الربع الثالث · الربع الرابع               | 2024 الربع الأول · الربع الثاني · الربع الثالث · الربع الرابع               | 2025 الربع الأول · الربع الثاني · الربع الثالث · الربع الرابع               |                                                                             |                                                                             |                                                                             |                                                                             |

## توزيع نقاط التصنيف
| الوصف              | الفائزة | الوصيفة | نصف النهائي | ربع النهائي | دور الـ16 | دور الـ32 | التصفيات | الدور الثالث من التصفيات | الدور الثاني من التصفيات | الدور الأول من التصفيات |
| ------------------ | ------- | ------- | ----------- | ----------- | --------- | --------- | -------- | ------------------------ | ------------------------ | ----------------------- |
| ITF $100,000+H (S) | 150     | 90      | 55          | 28          | 14        | 1         | 6        | 4                        | 1                        | –                       |
| ITF $100,000+H (D) | 150     | 90      | 55          | 28          | 1         | –         | –        | –                        | –                        | –                       |
| ITF $100,000 (S)   | 140     | 85      | 50          | 25          | 13        | 1         | 6        | 4                        | 1                        | –                       |
| ITF $100,000 (D)   | 140     | 85      | 50          | 25          | 1         | –         | –        | –                        | –                        | –                       |
| ITF $75,000+H (S)  | 130     | 80      | 48          | 24          | 12        | 1         | 5        | 3                        | 1                        | –                       |
| ITF $75,000+H (D)  | 130     | 80      | 48          | 24          | 1         | –         | –        | –                        | –                        | –                       |
| ITF $75,000 (S)    | 115     | 70      | 42          | 21          | 10        | 1         | 5        | 3                        | 1                        | –                       |
| ITF $75,000 (D)    | 115     | 70      | 42          | 21          | 1         | –         | –        | –                        | –                        | –                       |
| ITF $50,000+H (S)  | 100     | 60      | 36          | 18          | 9         | 1         | 5        | 3                        | 1                        | –                       |
| ITF $50,000+H (D)  | 100     | 60      | 36          | 18          | 1         | –         | –        | –                        | –                        | –                       |
| ITF $50,000 (S)    | 80      | 48      | 29          | 15          | 8         | 1         | 5        | 3                        | 1                        | –                       |
| ITF $50,000 (D)    | 80      | 48      | 29          | 15          | 1         | –         | –        | –                        | –                        | –                       |
| ITF $25,000+H (S)  | 60      | 36      | 22          | 11          | 6         | 1         | 2        | –                        | –                        | –                       |
| ITF $25,000+H (D)  | 60      | 36      | 22          | 11          | 1         | –         | –        | –                        | –                        | –                       |
| ITF $25,000 (S)    | 50      | 30      | 18          | 9           | 5         | 1         | 1        | –                        | –                        | –                       |
| ITF $25,000 (D)    | 50      | 30      | 18          | 9           | 1         | –         | –        | –                        | –                        | –                       |
| ITF $15,000 (S)    | 25      | 15      | 9           | 5           | 1         | –         | –        | –                        | –                        | –                       |
| ITF $15,000 (D)    | 25      | 15      | 9           | 1           | 0         | –         | –        | –                        | –                        | –                       |
| ITF $10,000 (S)    | 12      | 7       | 4           | 2           | 1         | –         | –        | –                        | –                        | –                       |
| ITF $10,000 (D)    | 12      | 7       | 4           | 1           | 0         | –         | –        | –                        | –                        | –                       |

"+H" تشير إلى أن الاستضافة (الضيافة) مقدمة.

## الاعتزالات
| اللاعبة                 | تاريخ الميلاد  | أعلى تصنيف فردي/زوجي | ألقاب الاتحاد الدولي في الفردي+الزوجي | السبب |
| ----------------------- | -------------- | -------------------- | ------------------------------------- | ----- |
| جاد كيرتس               | 2 مايو 1990    | 325/230              | 0+4                                   | —     |
| نيكول كليريكو           | 8 مارس 1983    | 381/171              | 0+27                                  | —     |
| ستيفاني هايدنر          | 18 نوفمبر 1977 | 232/165              | 0+18                                  | —     |
| هوانغ يي شوان           | 21 سبتمبر 1988 | 266/137              | 0+10                                  | —     |
| سابين كلاشكا            | 8 أغسطس 1980   | 133/271              | 2+1                                   | —     |
| ماغدا ميهالاتشي         | 6 يوليو 1981   | 179/120              | 5+12                                  | —     |
| غابرييلا باز            | 30 سبتمبر 1991 | 230/299              | 8+3                                   | —     |
| مارغيت رويتل            | 4 سبتمبر 1983  | 162/192              | 6+7                                   | —     |
| يفغينيا سافرانسكا       | 20 فبراير 1984 | 172/191              | 8+11                                  | —     |
| يوريكا سيما             | 25 ديسمبر 1986 | 142/150              | 3+14                                  | —     |
| ديليا سيسكيوريانو       | 16 مارس 1986   | 145/235              | 5+2                                   | —     |
| لينا ستانشيوتيه         | 7 فبراير 1986  | 197/138              | 4+3                                   | —     |
| بياتريس غارسيا فيداغاني | 17 نوفمبر 1988 | 146/148              | 2+4                                   | —     |
| توموكو يونيمورا         | 7 يناير 1982   | 148/144              | 7+11                                  | —     |

## العائدات من التقاعد
| اللاعبة         | تاريخ الميلاد  | أعلى تصنيف فردي/زوجي | ألقاب الاتحاد الدولي في الفردي+الزوجي |
| --------------- | -------------- | -------------------- | ------------------------------------- |
| سارة غرونرت     | 6 يوليو 1986   | 164/غير مصنفة        | 9+1                                   |
| ليو وانتينغ     | 16 فبراير 1989 | 310/110              | 0+13                                  |
| لو جينغجينغ     | 5 مايو 1989    | 178/105              | 3+11                                  |
| أمرا صاديقوفيتش | 6 مايو 1989    | 179/148              | 8+11                                  |

## الروابط الخارجية
- "10،600 لاعبة، 1135 حدثًا: جولة الاتحاد الدولي لكرة المضرب العالمية للسيدات لعام 2023 بالأرقام". الاتحاد الدولي لكرة المضرب. اطلع عليه بتاريخ 2024-01-02.
- "أجندة جولة الاتحاد الدولي لكرة المضرب العالمية للسيدات". الاتحاد الدولي لكرة المضرب. اطلع عليه بتاريخ 2024-01-02.
- الاتحاد الدولي لكرة المضرب